# 花脊の三本杉
花脊の三本杉（はなせのさんぼんすぎ）は、京都府京都市左京区の大悲山国有林に生育している3本の杉の総称である。花背の三本杉、大悲山の三本杉とも。

## 概要
3本の杉は、それぞれ東幹、北西幹、西幹と呼ばれ、1つの根元から3本そろってまっすぐ上に伸びている。近くにある峰定寺の神木として古くから信仰を集めており、樹齢は1200年と推定されている。幹周は1,360センチメートル。京都府の〈京都の自然200選〉に選ばれている。

## 樹高
従来、樹高は35メートル程度と考えられていたが、2017年の秋に林野庁京都大阪森林管理事務所がドローンで簡易測定を行ったところ、60メートル程度であることが判明した。同年11月28日、専門機関が詳しく調べ直したところ、東幹が、現存する樹木としては国内最高となる62.3メートルであり、これまで国内最高とされてきた愛知県新城市にある傘杉（59.6メートル）を上回ることが確認され、また、北西幹が国内2位の60.7メートル、西幹が57.2メートルであることが判明した。